# Маттеус Платеарий
Маттеус Платеарий (лат. Matthaeus Platearius) — врач из медицинской школы в Салерно, считается автором латинского манускрипта XII века о лекарственных травах под названием «Circa instans» (также известного как «Книга простых лекарств»), позже переведённого на французский язык как «Livre des simples médecines». Это был алфавитный список и учебник-травник, основанный на «Vulgaris» Диоскорида, в котором описывались внешний вид, приготовление и использование различных лекарств. Он получил широкое признание и был одним из первых травников, произведённых с помощью недавно разработанного процесса печати в 1488 году. Эрнст Майер считал его равным травникам Плиния и Диоскорида, а Джордж Сартон считал его улучшением «De Materia Medica».

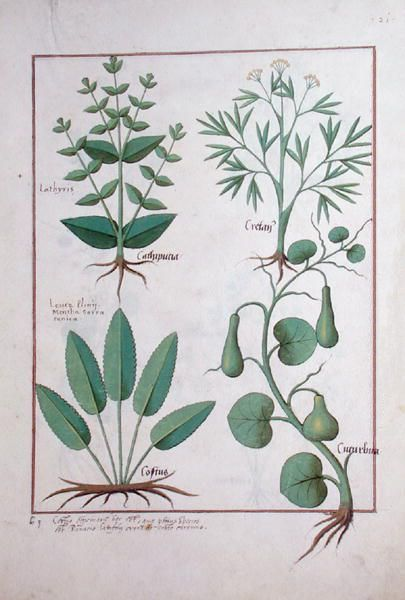
Euphorbia lathyris (молочай), буковник, мята и инжир из «Книги простых лекарств»

Маттеус и его брат Иоганн были сыновьями женщины-врача из школы Салерно, женатой на Иоганне Платеарии I. Предполагается, что это Тротула Салернская, написавшая несколько важных трактатов по гинекологии, в том числе «Женские болезни».